# Joute vocale
Une joute vocale est un « assaut de chant ».
Une joute se définit par un combat courtois, une lutte destinée à démontrer le talent de ses participants, une bataille. Une joute vocale serait donc un combat de chant. 
On a cependant tendance à relativiser la violence d’un combat, et l’on parle plutôt d’échange, de duo, que de combat : « l’un appelle, l’autre répond ».
La joute vocale est traditionnelle des chants corses et du rap

## Oiseaux
On parle également de joutes vocales chez les oiseaux.